# 村松増美
村松 増美（むらまつ ますみ、1930年7月31日 - 2013年3月3日）は、日英会議通訳者（同時通訳者）、男性。「ミスター同時通訳」と称された。

## 来歴・人物
東京生まれ。早稲田大学第二文学部中退後、在日米軍のタイピストから通訳者に。1956年日本生産性本部駐米通訳として渡米、1960年日米貿易協議会（ワシントン）調査部長に就任、この間ジョージ・ワシントン大学で国際経済学を修める。1965年に日本初の会議通訳者集団である株式会社サイマル・インターナショナル創設に参加。同社社長、会長、顧問を経て、2000年9月末退任。
西山千、國弘正雄、小松達也らと共に、日本における会議通訳者（同時通訳者）の草分け的存在であり、主要国首脳会議（サミット）には1975年の第1回ランブイエ・サミットから第9回まで毎回通訳チームの一員として日本の外交に貢献するなど、国内外で数々の重要な通訳を担当した。1969年のアポロ11号月面着陸のテレビ中継（NET）の同時通訳も務めた。
晩年は、国際ユーモア学会理事を務め、2001年にはNPO「えむ・えむ国際交流協会」を設立し代表として各種講演・著述活動を行ない、通訳者として現役を退いた後も国際コミュニケーション分野で活動した。
2013年3月3日、死去。82歳没。

## 著作
- 『私も英語が話せなかった サイマル英語のすすめ』正・続、サイマル出版会 1978-1979
  - 『新編 私も英語が話せなかった』日本経済新聞出版社 1999
  - 再編『ミスター同時通訳の「私も英語が話せなかった」』講談社+α文庫 2003
- 小松達也との共著『ビジネスマンの英語 私たちの実戦アドバイス』 サイマル出版会 1981
- 『だから英語は面白い 話し上手はユーモアから』サイマル出版会 1986、PHP文庫 1999
- 『指導者たちのユーモア 同時通訳者のとっておきの話』サイマル出版会 1996 
  - 『リーダーたちのユーモア』PHP研究所 1999
- 『私の英語ウォッチング 話題のことば・気になる世相』ジャパンタイムズ 1998
- 『とっておきの英語 第一線同時通訳者の秘蔵話』毎日新聞社 2002
- 『秘伝英語で笑わせるユーモア交渉術』日経ビジネス人文庫 2003
- 『だから英語は面白い　話し上手はユーモアから』たちばな出版 2003
- 『英語のユーモアを磨く』角川oneテーマ21新書 2004

## 翻訳
- セイモア・E.ハリス『ケネディ時代の経済 ニュー・エコノミックスの実験』サイマル出版会 1968
- 米国議会合同経済委員会編『米国の対外経済政策 ニクソン時代の新政策をめぐって』藤原勝博共訳 サイマル出版会 1971 サイマル・ビジネス
- グレゴリー・クラーク『日本人 ユニークさの源泉』サイマル出版会 1977
- ウムット・アルク『トルコと日本 特別なパートナーシップの100年』松谷浩尚共訳 サイマル出版会 1989
- ジャクソン・N.ハドルストン『ガイジン会社 日本で企業経営するための心得』渡辺敏共訳 サイマル出版会 1993
- ジェニファー・ダフィ,ギャリー・アンソン編『私が出会った日本 オーストラリア人の日本観』監訳 サイマル出版会 1995